# Mühlenberg (Kaufunger Wald)
Der Mühlenberg nahe Heiligenrode im nordhessischen Landkreis Kassel und kleinen Flankenteilen im südniedersächsischen Landkreis Göttingen ist ein 351,8 m ü. NHN hoher Vorberg des Kaufunger Waldes; naturräumlich gehört er zum Kasseler Becken.

## Geographie

### Lage
Der Mühlenberg liegt innerhalb der Westvorberge des Kaufunger Waldes im Staatsforst Oberkaufungen. Im Nordwesten des Geo-Naturparks Frau-Holle-Land (Werratal.Meißner.Kaufunger Wald) befindet er sich zwischen Uschlag im Norden und Dahlheim im Nordosten (beide zur Gemeinde Staufenberg, Landkreis Göttingen) sowie Nieste im Osten, Kaufungen im Süden und dem Niestetaler Gemeindeteil Heiligenrode im Westsüdwesten (alle drei im Landkreis Kassel). Der Berg gehört größtenteils zur nordhessischen Gemeinde Niestetal; nur ein Teil seiner Ostflanke, einiges unterhalb des Gipfels bis hinab zur Nieste, zählt zur südniedersächsischen Gemeinde Staufenberg. Sein östlicher Nachbar ist der etwa 1,25 km entfernte Gerholdsberg (ca. 355 m; Ort der einstigen Burg Sensenstein).
Nordöstlich, nördlich und nordwestlich vorbei am Mühlenberg fließt durch Dalheim und Uschlag der etwa in Ost-West-Richtung verlaufende Fulda-Zufluss Nieste. Rund 1 km südsüdöstlich vom Gipfel entspringt der Losse-Zufluss Diebachsgraben.
Direkt östlich des Mühlenbergs liegt im Übergangsbereich zum Gerholdsberg ein Zipfel des Landschaftsschutzgebiets Weserbergland-Kaufunger Wald (CDDA-Nr. 325317; 1989 ausgewiesen; 285,018 km² groß).

### Naturräumliche Zuordnung
Der Mühlenberg gehört in der naturräumlichen Haupteinheitengruppe Westhessisches Bergland (Westhessisches Berg- und Senkenland; Nr. 34) und in der Haupteinheit Westhessische Senke (343) zum Osten der Untereinheit Kasseler Becken (343.3).

## Bergbeschreibung
Die Mühlenbergkuppe sowie seine Nord- und Westflanke sind bewaldet. Die übrigen Bergteile sind, abgesehen des beim Gut Windhausen (auf der Südflanke des Bergs) gelegenen Wäldchens des Germanischen Garten von Schloss Windhausen, unbewaldet und werden landwirtschaftlich genutzt. Am Berghang, in Richtung der Nieste, gab es im Mittelalter Eisenbergwerke, vier Pingenfelder, in denen Eisenerz abgebaut wurde. Mehr in Kuppennähe befinden sich auf der Süd- und Westflanke des Bergs einige aus der Bronzezeit stammende Hügelgräber.

## Verkehrsanbindung
Über die südlichen Hochlagen des Mühlenbergs führt in West-Ost-Richtung die Kreisstraße 4 (Heiligenrode–Nieste). Auf diese stößt etwa 1 km südsüdwestlich der Bergkuppe und etwas nördlich vom Gut Windhausen auf 295 m Höhe die aus Richtung Süden von Niederkaufungen im Lossetal kommende K 5 – mit etwas oberhalb davon befindlichem Wandererparkplatz. Durch das nördliche Niestetal verläuft vom westlichen Heiligenrode kommend die hessische Landesstraße 5, die in die niedersächsische und durch Uschlag und Dalheim führende L 563 übergeht.

## Wandern
Von vorgenannten Straßen zweigen Feld-, Forst-, Wald- und Wanderwege ab, die um und auf den Mühlenberg führen. Rund um die Bergkuppe verläuft der Eco Pfad Archäologie Sensenstein. Über die West-, Nord- und Ostflanke des Bergs führt, sich den Weg mit einem Abschnitt des Eco Pfad teilend, der Herkulesweg, der weiter östlich den Märchenlandweg kreuzt.